# Kid Speed
Kid Speed é um curta-metragem mudo norte-americano de 1924, do gênero comédia, com o ator cômico Oliver Hardy.

## Elenco
- Dorothy Dwan - Lou DuPoise
- James J. Jeffries - Blacksmith/Tailor
- Oliver Hardy - Perigoso Dan McGraw (as Oliver N. Hardy)
- Frank Alexander - Sr. Avery DuPoys
- William Hauber - Xerife Phil O'Delfa
- Grover G. Ligon
- Larry Semon
- Spencer Bell - (não creditado)